# Darzowice
Darzowice [daʐɔˈvit͡sɛ] (tiếng Đức Darsewitz) là một ngôi làng thuộc khu hành chính của Gmina Wolin, thuộc hạt Kamień, West Pomeranian Voivodeship, ở phía tây bắc Ba Lan. Nó nằm khoảng 3 kilômét (2 mi) phía bắc của Wolin, 16 km (10 mi)  phía tây nam Kamie Kam Pomorski và 50 km (31 mi) phía bắc thủ đô khu vực Szczecin.
Làng có dân số 40 người.